# Collegio di North Warwickshire and Bedworth
North Warwickshire and Bedworth è un collegio elettorale inglese situato nel Warwickshire, nelle Midlands Occidentali, rappresentato alla Camera dei comuni del Parlamento del Regno Unito. Elegge un membro del parlamento con il sistema first-past-the-post, ossia maggioritario a turno unico; l'attuale parlamentare è Rachel Taylor del Partito Laburista, che rappresenta il collegio dal 2024.
Fino al 2024 era noto con il nome di North Warwickshire.

## Estensione
Il collegio, dal 2010, è interamente contenuto nel North Warwickshire ad eccezione di due ward.
- 1832-1885: la centina di Hemlingford, la Contea della Città di Coventry, e le divisioni di Rugby e Kirby della centina di Knightlow.[1]
- 1983–2010: il borgo di North Warwickshire, e i ward del borgo di Nuneaton and Bedworth di Exhall, Heath, Mount Pleasant e Poplar.
- dal 2010: i ward del borgo di North Warwickshire di Atherstone Central, Atherstone North, Atherstone South and Mancetter, Baddesley and Grendon, Coleshill North, Coleshill South, Curdworth, Dordon, Fillongley, Hurley and Wood End, Kingsbury, Newton Regis and Warton, Polesworth East, Polesworth West e Water Orton, e i ward del borgo di Nuneaton and Bedworth di Bede, Exhall, Heath, Poplar e Slough.[2]

## Membri del parlamento
| Elezione | Primo deputato    | Primo deputato            | Primo partito    | Secondo deputato | Secondo deputato        | Secondo partito  |
| -------- | ----------------- | ------------------------- | ---------------- | ---------------- | ----------------------- | ---------------- |
| 1832     |                   | William Stratford Dugdale | Conservatore     |                  | Sir John Eardley-Wilmot | Conservatore     |
| 1843 (S) | Charles Newdegate | William Stratford Dugdale | Conservatore     |                  |                         | Conservatore     |
| 1847     | Charles Newdegate | Richard Spooner           | Conservatore     |                  |                         | Conservatore     |
| 1864 (S) | Charles Newdegate | William Bromley-Davenport | Conservatore     |                  |                         | Conservatore     |
| 1884 (S) | Charles Newdegate | Philip Muntz              | Conservatore     |                  |                         | Conservatore     |
| 1885     | Collegio abolito  | Collegio abolito          | Collegio abolito | Collegio abolito | Collegio abolito        | Collegio abolito |

| Elezione | Elezione     | Deputato      | Partito      |
| -------- | ------------ | ------------- | ------------ |
|          | 1983         | Francis Maude | Conservatore |
|          | 1992         | Mike O'Brien  | Laburista    |
|          | 2010         | Dan Byles     | Conservatore |
| 2015     | Craig Tracey |               | Conservatore |
|          | 2024         | Rachel Taylor | Laburista    |

## Elezioni

### Elezioni negli anni 2020
| Partito                    | Partito                                           | Candidato                  | Risultati 4 luglio 2024 | Risultati 4 luglio 2024 |
| Partito                    | Partito                                           | Candidato                  | Voti                    | %                       |
| -------------------------- | ------------------------------------------------- | -------------------------- | ----------------------- | ----------------------- |
|                            | Laburista                                         | Rachel Taylor              | 14 727                  | 35,97                   |
|                            | Conservatore                                      | Craig Tracey               | 12 529                  | 30,60                   |
|                            | Reform UK                                         | Paul Hopkins               | 10 701                  | 26,14                   |
|                            | Verdi                                             | Alison Wilson              | 1 755                   | 4,29                    |
|                            | Lib Dem                                           | Guy Burchett               | 1 228                   | 3,00                    |
|                            |                                                   |                            |                         |                         |
| Iscritti                   | Iscritti                                          | Iscritti                   | 69 752                  | 100,00                  |
| ↳ Votanti (% su iscritti)  | ↳ Votanti (% su iscritti)                         | ↳ Votanti (% su iscritti)  | 40 940                  | 58,69                   |
| ↳ Astenuti (% su iscritti) | ↳ Astenuti (% su iscritti)                        | ↳ Astenuti (% su iscritti) | 28 812                  | 41,31                   |
|                            |                                                   |                            |                         |                         |
|                            | Esito: collegio passa da Conservatore a Laburista |                            |                         |                         |

### Elezioni negli anni 2010
| Partito                    | Partito                                   | Candidato                  | Risultati 12 dicembre 2019 | Risultati 12 dicembre 2019 |
| Partito                    | Partito                                   | Candidato                  | Voti                       | %                          |
| -------------------------- | ----------------------------------------- | -------------------------- | -------------------------- | -------------------------- |
|                            | Conservatore                              | Craig Tracey               | 30 249                     | 65,88                      |
|                            | Laburista                                 | Claire Breeze              | 12 293                     | 26,77                      |
|                            | Lib Dem                                   | Richard Whelan             | 2 069                      | 4,51                       |
|                            | Verdi                                     | James Platt                | 1 303                      | 2,84                       |
|                            |                                           |                            |                            |                            |
| Iscritti                   | Iscritti                                  | Iscritti                   | 70 271                     | 100,00                     |
| ↳ Votanti (% su iscritti)  | ↳ Votanti (% su iscritti)                 | ↳ Votanti (% su iscritti)  | 45 914                     | 65,34                      |
| ↳ Astenuti (% su iscritti) | ↳ Astenuti (% su iscritti)                | ↳ Astenuti (% su iscritti) | 24 357                     | 34,66                      |
|                            |                                           |                            |                            |                            |
|                            | Esito: collegio confermato a Conservatore |                            |                            |                            |

| Partito                    | Partito                                   | Candidato                  | Risultati 8 giugno 2017 | Risultati 8 giugno 2017 |
| Partito                    | Partito                                   | Candidato                  | Voti                    | %                       |
| -------------------------- | ----------------------------------------- | -------------------------- | ----------------------- | ----------------------- |
|                            | Conservatore                              | Craig Tracey               | 26 860                  | 56,93                   |
|                            | Laburista                                 | Julie Jackson              | 18 350                  | 38,90                   |
|                            | Lib Dem                                   | James Cox                  | 1 028                   | 2,18                    |
|                            | Verdi                                     | Keith Kondakor             | 940                     | 1,99                    |
|                            |                                           |                            |                         |                         |
| Iscritti                   | Iscritti                                  | Iscritti                   | 74 296                  | 100,00                  |
| ↳ Votanti (% su iscritti)  | ↳ Votanti (% su iscritti)                 | ↳ Votanti (% su iscritti)  | 47 178                  | 63,50                   |
| ↳ Astenuti (% su iscritti) | ↳ Astenuti (% su iscritti)                | ↳ Astenuti (% su iscritti) | 27 118                  | 36,50                   |
|                            |                                           |                            |                         |                         |
|                            | Esito: collegio confermato a Conservatore |                            |                         |                         |

| Partito                    | Partito                                   | Candidato                  | Risultati 7 maggio 2015 | Risultati 7 maggio 2015 |
| Partito                    | Partito                                   | Candidato                  | Voti                    | %                       |
| -------------------------- | ----------------------------------------- | -------------------------- | ----------------------- | ----------------------- |
|                            | Conservatore                              | Craig Tracey               | 20 042                  | 42,30                   |
|                            | Laburista                                 | Mike O'Brien               | 17 069                  | 36,03                   |
|                            | UKIP                                      | William Cash               | 8 256                   | 17,43                   |
|                            | Lib Dem                                   | Alan Beddow                | 978                     | 2,06                    |
|                            | Verdi                                     | Ian Bonner                 | 894                     | 1,89                    |
|                            | TUSC                                      | Eileen Hunter              | 138                     | 0,29                    |
|                            |                                           |                            |                         |                         |
| Iscritti                   | Iscritti                                  | Iscritti                   | 70 501                  | 100,00                  |
| ↳ Votanti (% su iscritti)  | ↳ Votanti (% su iscritti)                 | ↳ Votanti (% su iscritti)  | 47 377                  | 67,20                   |
| ↳ Astenuti (% su iscritti) | ↳ Astenuti (% su iscritti)                | ↳ Astenuti (% su iscritti) | 23 124                  | 32,80                   |
|                            |                                           |                            |                         |                         |
|                            | Esito: collegio confermato a Conservatore |                            |                         |                         |

| Partito                    | Partito                                           | Candidato                  | Risultati 6 maggio 2010 | Risultati 6 maggio 2010 |
| Partito                    | Partito                                           | Candidato                  | Voti                    | %                       |
| -------------------------- | ------------------------------------------------- | -------------------------- | ----------------------- | ----------------------- |
|                            | Conservatore                                      | Daniel Byles               | 18 993                  | 40,18                   |
|                            | Laburista                                         | Mike O'Brien               | 18 939                  | 40,07                   |
|                            | Lib Dem                                           | Stephen Martin             | 5 481                   | 11,60                   |
|                            | BNP                                               | Jason Holmes               | 2 106                   | 4,46                    |
|                            | UKIP                                              | Stephen Fowler             | 1 335                   | 2,82                    |
|                            | Democratici                                       | David Lane                 | 411                     | 0,87                    |
|                            |                                                   |                            |                         |                         |
| Iscritti                   | Iscritti                                          | Iscritti                   | 70 126                  | 100,00                  |
| ↳ Votanti (% su iscritti)  | ↳ Votanti (% su iscritti)                         | ↳ Votanti (% su iscritti)  | 47 265                  | 67,40                   |
| ↳ Astenuti (% su iscritti) | ↳ Astenuti (% su iscritti)                        | ↳ Astenuti (% su iscritti) | 22 861                  | 32,60                   |
|                            |                                                   |                            |                         |                         |
|                            | Esito: collegio passa da Laburista a Conservatore |                            |                         |                         |

### Elezioni negli anni 2000
| Partito                    | Partito                                | Candidato                  | Risultati 5 maggio 2005 | Risultati 5 maggio 2005 |
| Partito                    | Partito                                | Candidato                  | Voti                    | %                       |
| -------------------------- | -------------------------------------- | -------------------------- | ----------------------- | ----------------------- |
|                            | Laburista                              | Mike O'Brien               | 22 561                  | 48,06                   |
|                            | Conservatore                           | Ian Gibb                   | 15 008                  | 31,97                   |
|                            | Lib Dem                                | Jerry Roodhouse            | 6 212                   | 13,23                   |
|                            | BNP                                    | Michaela Mackenzie         | 1 910                   | 4,07                    |
|                            | UKIP                                   | Ian Campbell               | 1 248                   | 2,66                    |
|                            |                                        |                            |                         |                         |
| Iscritti                   | Iscritti                               | Iscritti                   | 75 464                  | 100,00                  |
| ↳ Votanti (% su iscritti)  | ↳ Votanti (% su iscritti)              | ↳ Votanti (% su iscritti)  | 46 939                  | 62,20                   |
| ↳ Astenuti (% su iscritti) | ↳ Astenuti (% su iscritti)             | ↳ Astenuti (% su iscritti) | 28 525                  | 37,80                   |
|                            |                                        |                            |                         |                         |
|                            | Esito: collegio confermato a Laburista |                            |                         |                         |

| Partito                    | Partito                                | Candidato                  | Risultati 7 giugno 2001 | Risultati 7 giugno 2001 |
| Partito                    | Partito                                | Candidato                  | Voti                    | %                       |
| -------------------------- | -------------------------------------- | -------------------------- | ----------------------- | ----------------------- |
|                            | Laburista                              | Mike O'Brien               | 24 023                  | 54,09                   |
|                            | Conservatore                           | Geoffrey Parsons           | 14 384                  | 32,39                   |
|                            | Lib Dem                                | William Powell             | 5 052                   | 11,38                   |
|                            | UKIP                                   | John Flynn                 | 950                     | 2,14                    |
|                            |                                        |                            |                         |                         |
| Iscritti                   | Iscritti                               | Iscritti                   | 73 769                  | 100,00                  |
| ↳ Votanti (% su iscritti)  | ↳ Votanti (% su iscritti)              | ↳ Votanti (% su iscritti)  | 44 409                  | 60,20                   |
| ↳ Astenuti (% su iscritti) | ↳ Astenuti (% su iscritti)             | ↳ Astenuti (% su iscritti) | 29 360                  | 39,80                   |
|                            |                                        |                            |                         |                         |
|                            | Esito: collegio confermato a Laburista |                            |                         |                         |

## Risultati dei referendum

### Referendum sulla permanenza del Regno Unito nell'Unione europea del 2016
|             | Collegio           | Lasciare UE % | Rimanere in UE % |
| ----------- | ------------------ | ------------- | ---------------- |
|             | North Warwickshire | 67,7%         | 32,3%            |
| Inghilterra | 53,3%              | 46,7%         |                  |
| Regno Unito | 51,9%              | 48,1%         |                  |